# Szentlélek-templom (Székelyszentlélek)
A székelyszentléleki Szentlélek-templom egy műemlékké nyilvánított épület Székelyföldön, Hargita megyében. A romániai műemlékek jegyzékében a HR-II-a-A-12756 sorszámon szerepel.

## Története
Műemléktemplom, mely középkori, Orbán Balázs a 13. század végi építésűnek datálta. Ebből a korból való a toronyaljból a hajóba nyíló félköríves kerete, és a hajó félköríves ablakai.
A templom korai építését valószínűsíti a falu nevének előfordulása a pápai tizedjegyzékben, a hajóban lévő kő karzatot a barokk korban építették. A hagyomány azt tartja, hogy egyik évben, pünkösd ünnepén hó esett arra a helyre, ahol ma a templom van, mivel a hó a tisztaság szimbóluma, a templom a Szentlélek tiszteletére épült fel. A 17. században kétszer is megszenvedte a tatár betörések következményeit.

## Leírása
A szentély alig keskenyebb a hajónál, de magasabb attól, hat kettős tagozású, hornyolt vízvetőkkel és rézsűs lábazattal alakított támpillér fogja körül.